# Petronius (платформа)

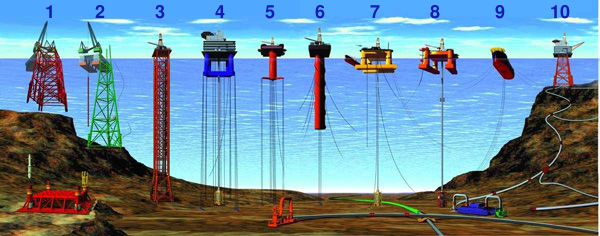
Платформа Petronius - позиція 3.

Платформа Petronius (англ. Petronius) — глибоководна нафтопромислова платформа, керована компаніями Chevron і Marathon Oil Corporation, що знаходиться за 210 км від  Нового Орлеана в  Мексиканській затоці.
Платформа Петроніус є однією з найвищих вільностоячих споруд на Землі. Її загальна висота — 609,9 м (2001 фут), висота надводної частини складає всього 75 м.  Дека платформи має розміри 64 х 43×18,3 м, на них встановлено 21 свердловина, загальна вага конструкції — 43 000 т. На день видобувається приблизно 3000 м3  нафти і 2 000 000 м³  природного газу.

## Історія
Платформа була побудована в 1997—2000 рр. для експлуатації відкритого в 1995 у Віоска Кноллом  родовища Петроніус (названого так на честь  римського письменника  Петронія). Підводна частина платформи має висоту 535 м. Конструкція платформи дозволяє їй витримувати «розтягування» по висоті до 2 % (в той час як звичайні будівлі можуть змінити свою висоту не більше, ніж на 0,5 %). Це зроблено для того, щоб платформа краще переносила морські хвилі і пориви вітру.
 Дж. Рей Макдермотт використовував якірну систему для зведення платформи. Бюджет замовлення становив 200 млн  доларів, а загальна вартість — 500 млн доларів.

## Інтернет-ресурси
- Texaco press release May 4, 2000)

- Salopek, Paul (30 липня 2006). A tank of gas, a world of trouble. Chicago Tribune. Процитовано 31 липня 2006.[недоступне посилання з липня 2019] Link broken